# Ponte Steffenbach
Il ponte Steffenbach (in tedesco Steffenbachbrücke) è un ponte ferroviario posto sulla tratta dismessa di montagna della ferrovia svizzera Briga-Disentis, che varca il torrente Steffenbach. Costruito nel 1926 dalla ditta Theodor Bell & Cie, ha la particolarità di essere smontabile e ripiegabile.

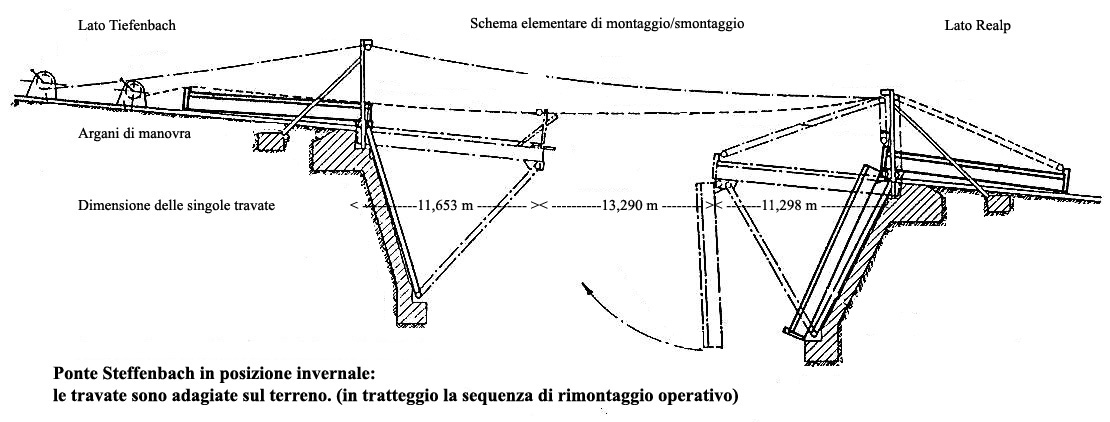
Disegno schematico del ponte Steffenbach

La Briga-Disentis è una ferrovia di montagna a scartamento metrico della Svizzera che ha origine a Disentis nel Canton Grigioni dove si connette alla rete della ferrovia Retica. La linea attraversa il passo del Furka sin dal 1911. Nel tratto difficile tra Realp ed Oberwald, ove l'originario ponte in muratura sul torrente Steffenbach era stato distrutto o danneggiato più volte a causa delle slavine, venne costruito un ponte particolare e forse unico al mondo, su una tratta in ascesa del 110 per mille e con cremagliera, con una struttura smontabile per poterlo proteggere nel periodo invernale quando la ferrovia veniva chiusa al traffico. Nel 1925 venne bandito un concorso e fu scelta la proposta della ditta lucernese Theodor Bell & Cie di Kriens; questa lo consegnò l'anno seguente. Il ponte, della lunghezza complessiva di poco meno di 37 m, veniva rimontato in circa 10 ore in primavera alla riattivazione del servizio ferroviario. In seguito alla costruzione della galleria di base della Furka la tratta montana è stata chiusa al traffico ed in seguito attivata, dalla Dampfbahn Furka-Bergstrecke, come una ferrovia-museo di cui il ponte rappresenta una particolarità.
Il ponte consta di tre sezioni in acciaio, a travata semplice. Le sue misure sono: 11,653 m la travata superiore, 11,298 m quella inferiore e la campata centrale, 13,290 m. Di queste le due estreme sono incernierate alle due spallette laterali e possono essere calate giù e appoggiate ad esse. La sezione centrale è incernierata a quella laterale inferiore e viene ripiegata su essa a battente; due puntoni a traliccio sostengono le due sezioni estreme in posizione di "ponte montato" mentre si ripiegano anch'esse quando è smontato. Gli argani di sollevamento completi di pulegge e carrucole sono presenti sul posto montati su due portali in acciaio posti alle due estremità, a cavallo al binario, e controventati da tiranti appositi.